# Katauri Interactive
Katauri Interactive — российская компания-разработчик компьютерных игр, основанная бывшими сотрудниками Elemental Games.

## История
Компания была образована во Владивостоке в 2004 году. 
После выпуска игры King’s Bounty. Легенда о рыцаре в 2008 году компания переехала в Калининград, где закончила работу над дополнением к ней. 
В 2013 году появились сведения о том, что компанию покинули ключевые сотрудники и она закрыта. Основной, на тот момент, проект компании, MMORPG Royal Quest перестал обновляться, по сути, выйдя из бета-теста только в 2016 году с получением версии 1.0.
Постоянным партнером компании являлась фирма 1С.
В августе 2019 года Дмитрий Гусаров рассказал, что компания продолжает существовать и объединилась с KranX Productions в ООО «Неодинамика» для выпуска небольших free-to-play игр. От имени Katauri будут выпускаться крупные проекты, если удастся найти для них инвестора. Из ключевых сотрудников, помимо Дмитрия Гусарова, в компании продолжает работать Александр Язынин, специалист по 2D и 3D графике и анимации.

## Проекты компании
- King’s Bounty: Легенда о рыцаре (2008)
- King’s Bounty: Принцесса в доспехах (2009)
- King’s Bounty: Перекрёстки миров (2010)
- Royal Quest (2012)